# Сан Салваторе (Пескара)
Сан Салваторе (итал. San Salvatore) је насеље у Италији у округу Пескара, региону Абруцо.
Према процени из 2011. у насељу је живело 173 становника. Насеље се налази на надморској висини од 301 м.